# ريتشارد ديكرسون
ريتشارد ديكرسون هو سياسي أمريكي، ولد في 1937، وتوفي في 29 سبتمبر 2014 في ردينغ في الولايات المتحدة. نشط حزبياً في الحزب الجمهوري. وقد انتخب عضو جمعية ولاية كاليفورنيا ‏.